# Четврта словеначка ударна бригада
Четврта словеначка ударна бригада „Матија Губец” (до 13. јула 1943. носила број Друга) формирана је 4. септембра 1942. године у јеку Рошке офанзиве код села Требелна, јужно од Мокронога, од батаљона Западнодолењског и два батаљона Кршког НОП одреда. Имала је око 450 бораца. Убрзо након формирања добила је назив ударна. Добила је име по Матији Гупцу, вођи велике сељачке буне из 1573. године.

## Борбени пут бригаде
У Рошкој офанзиви водила је борбе у Долењској са белогардистима код села Дречјег и Блечјег Врха 5. септембра, код Светог Крижа и Шкоцјана 2-5. октобра, с италијанским снагама код Приставе 14. октобра, у нападу на белогардијска упоришта Полицу 19. октобра и Примсково 22. октобра. Дејствујући потом у Сухој крајини, бригада је уништила белогардијско упориште Ајдовец 11/12. децембра, учествовала је у тешким борбама око Жумберка 22-24. децембра и уништила италијанску посаду у селу Добу 26-27. децембра 1942. године.
Јануара 1943. водила је борбу са Белом гардом у долини реке Теменице, учествовала у борбама у Жумберку 29. јануара до 2. фебруара 1943. и у заузимању италијанско-домобранског упоришта у Драганићима јужно од Јастребарског 9-11. фебруара. У другој половини марта учествовала је у тешким борбама с јаким италијанским снагама у Сухој крајини и на планини Великој гори код Јеленовог Жлеба. Почетком јуна водила је борбе с немачким снагама у рејону села Јаворје, Дебече, Осредек, а потом с италијанским снагама код Добрнича, Добраве, Чатежа, Двора. Кад је 13. јула 1943. формирана 15. дивизија НОВЈ, ушла је у њен састав под новим именом Четврта словеначка народноослободилачка ударна бригада „Матија Губец”.
Приликом капитулације Италије, септембра 1943, заједно са Петом бригадом „Иван Цанкар” разоружала је Италијане који су осигуравали пругу Ново Место-Требње и Требње-Мокроног. Доласком нових бораца, бригада је нарасла на преко 1000 људи. Дала је многобројни старешински и борачки кадар за формирање нових бригада. Посебно се истакла у борбама против немачких снага у Октобарској офанзиви, у блокади немачког гарнизона у Новом Месту од новембра 1943. до почетка фебруара 1944, у борби с немачком моторизованом колоном код Требелна и Чрешњице 14-15. априла, у заузимању Добраве 20.априла-1. маја, Жужемберка 2-4. маја и Мирне Печи 19-20. маја, у борбама с немачким и домобранским снагама у Нотрањској 13-18. јуна, у заузимању Кресница и утвђеног замка Поганек, као и рушењу железничког моста преко Саве 3 км северно од Литије, 20 септембра 1944. године.
У 1945. успешно се борила с немачким и домобранским снагама у Сухој крајини и око Новог Места, а затим је учествовала у ослобођењу Кочевја 2-3. маја и Љубљане 7-8. маја.
Одликована је Орденом народног ослобођења, Орденом партизанске звезде и Орденом братства и јединства.